# Claude-Ange Lambert
Claude-Ange Lambert, né le 3 septembre 1706 à Toulon et mort le 18 décembre 1758 à Port-au-Prince à Saint-Domingue, est un administrateur militaire et civil français du XVIIIe siècle. Il est brièvement intendant de la colonie française de l'île de Saint-Domingue.

## Biographie
Conseiller du roi en ses conseils, intendant de justice, police, finances et de la marine, des Iles françaises de l'Amérique sous le Vent, commissaire général de la marine, ordonnateur au Cap, premier conseiller des deux conseils de Saint-Domingue, écuyer . Reçu  au conseil du Cap le 4 décembre 1758, il meurt au Cap le 9 du même mois. Marié à Marie-Claire Bonnegrâce, dont Toussaint qui suit,.
Son fils Toussaint de Lambert né à Toulon le 2 novembre 1740 et mort en 1799, fut garde-marine à Toulon (1755), sous-brigadier des gardes (1757) chef de brigade et enseigne de vaisseau (1761), brigadier des gardes- marine (1764) capitaine-lieutenant au 1er bataillon du régiment de Toulon (1772), capitaine de fusiliers (1775), capitaine de vaisseau (1778). Retiré pour raison de santé avec commission de capitaine de vaisseau (1785). Chevalier de Saint-Louis (08-12-1781). Admis en 1784 dans la branche française de la Société des Cincinnati. Sans postérité de son mariage avec Mademoiselle Rimbaud, fille de Henri Rimbaud et de Anne Court.

Armes
famille de Lambert des Granges